# Beverly Halstead
Lambert Beverly Halstead, également passé par Lambert Beverly Halstead Tarlo ou simplement Beverly Halstead, né le 13 juin 1933 et mort le 30 avril 1991  est un paléontologue britannique, professeur de géologie et de zoologie et vulgarisateur de la science.

## Biographie
Il est noté pour ses théories franches sur les habitudes sexuelles des dinosaures, ainsi que pour un assaut prolongé sur la systématique phylogénétique (ou « cladisme », comme il l'appele), dans une série de lettres et d'éditoriaux à la revue Nature à la fin des années 1970 et début des années 1980.
Il fut président de le Geologists' Association (en) de 1990 à 1991.